# Lomnice (kraj południowomorawski)
Lomnice (niem. Lomnitz) – miasteczko i gmina w Czechach, na Morawach, w powiecie Brno, w kraju południowomorawskim. Według danych z dnia 1 stycznia 2014 liczyła 1 374 mieszkańców.